# Fonderie Edel
Pour les articles homonymes, voir Edel.

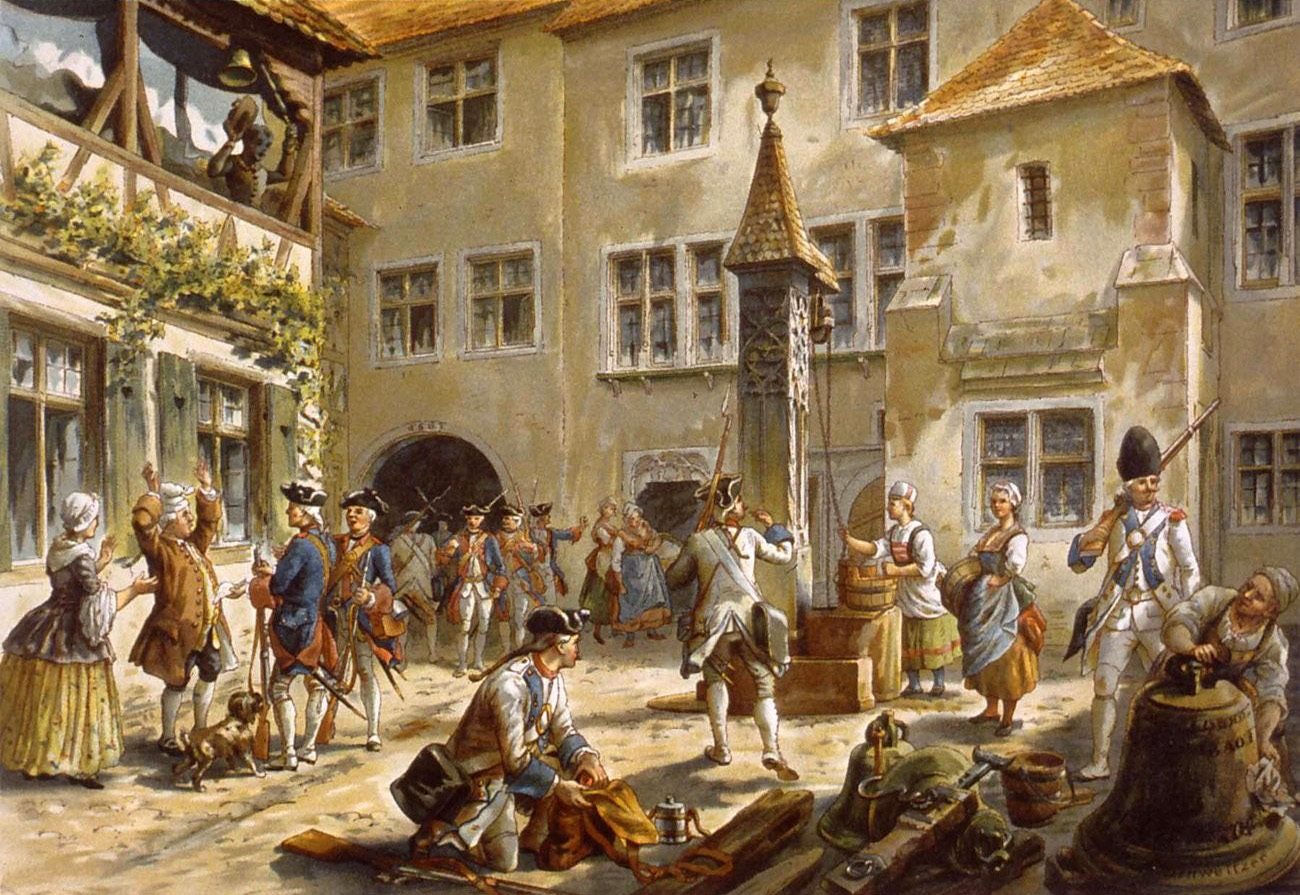
La fonderie Edel au milieu du XVIIIe siècle, telle que l’imagine Émile Schweitzer en 1894.

La fonderie Edel est une fonderie de bronze active à Strasbourg du milieu du XVIIe siècle à la fin du XIXe siècle et connue notamment pour ses cloches, dont environ huit mille ont été produites pour une clientèle majoritairement régionale, avec toutefois des exports jusqu’en Afrique, en Asie et en Amérique du Sud. Affaire familiale créée par Melchior Edel, la fonderie a été tenue par la dynastie Edel sur huit générations et a disparu avec le dernier membre de la lignée, Jean-Louis II Edel, mort sans descendance en 1892.

## Histoire
Le fondateur de la fonderie Edel est Melchior Edel, né à Ravensbourg en 1614. Arrivé à Strasbourg au tournant entre les années 1630 et 1640, il devient bourgeois de Strasbourg en 1641 puis épouse Susanna Speck en 1642. Ce mariage n’est pas anodin car celle-ci est la fille de Peter Speck, propriétaire de la fonderie de canons établie au lieu-dit Schaenzel, près de la Tour Blanche. À la mort de celui-ci, Melchior reprend l’entreprise et produit des canons et des cloches.
À la mort de Melchior en 1669, son fils Hans Peter reprend l’entreprise mais doit arrêter la production de canons à partir de 1681, lorsque Louis XIV annexe la République de Strasbourg et que cette activité devient un privilège royal. Il déménage alors son atelier dans la rue sainte Barbe, où il poursuit la production de cloches, mais réalise également de petits objets en bronze et en laiton, comme des mortiers.
Après lui, l’entreprise continue de se transmettre de père en fils. Trois Mathieu Edel se succèdent ainsi en 1725, 1757 et 1783, distingués par la suite sous les noms de Mathieu I, II et III ; cette distinction n’existant toutefois pas dans les sources anciennes, il est parfois difficile d’attribuer certaines cloches à l’un ou l’autre. Le même problème se pose avec les trois générations du XIXe siècle, à savoir Jean-Louis (I), qui prend la tête de l’entreprise en 1810, Louis, en 1860 et Jean-Louis (II) en 1882. Ce dernier se diversifie et réalise également des œuvres en galvanoplastie, mais meurt dix ans plus tard sans héritier, ce qui met fin à l’entreprise familiale.

## Œuvres
Les huit générations d’Edel ont produit environ huit mille cloches, mais une proportion non négligeable de celles-ci a été détruite pour alimenter l’industrie de guerre pendant la Révolution français et les deux guerres mondiales. La plus ancienne cloche Edel survivante semble être celle de l’église Notre-Dame-de-l'Assomption de Monswiller, fondue en 1648 par Melchior et classée monument historique,.